# إدغار كريستنسن
إدغار كريستنسن (بالنرويجية البوكمول: Edgar Norman)‏ (13 أبريل 1905 – 13 يوليو 1977) هو ملاكم نرويجي راحل، مثّل بلاده في الألعاب الأولمبية الصيفية 1924.

## روابط خارجية
إدغار كريستنسن على موقع بوكس ريك (الإنجليزية) (registration required)
- إدغار كريستنسن على موقع أوليمبيديا (الإنجليزية)